# Gastrancistrus amabilis
Gastrancistrus amabilis är en stekelart som först beskrevs av Girault och Alan Parkhurst Dodd 1915.  Gastrancistrus amabilis ingår i släktet Gastrancistrus och familjen puppglanssteklar. Inga underarter finns listade i Catalogue of Life.